# Anders Johansson
Anders Johansson (Göteborg, 25 maggio 1962) è un batterista svedese. Ha suonato per Yngwie Malmsteen, HammerFall e Manowar.
È il figlio del pianista jazz Jan Johansson e fratello del tastierista Jens Johansson (Stratovarius, Rainbow). É principalmente conosciuto per essere stato il batterista degli HammerFall e di Yngwie Malmsteen.

## Biografia
Anders Johansson nasce a Stoccolma. Lui, sua madre e il fratello minore si trasferiscono successivamente a Malmö dopo la morte del padre in un incidente d'auto.
Il primo strumento utilizzato da Anders è il piano, ma all'età di 14 anni, dopo un incidente in bicicletta, passa alla batteria.
Dal 1979 al 1982 frequenta la scuola di ingegneria elettronica.
Nel 1984 si sposta negli Stati Uniti per unirsi alla band di Yngwie Malmsteen con il quale incide 5 album e partecipa ai successivi tour.
Anders ha registrato ed è stato in tour con una moltitudine di band, oltre ad aver pubblicato sia album solisti, sia album firmati in coppia con il fratello Jens, con il quale gestisce l'etichetta discografica Heptagon Records.
La sua collaborazione più longeva in campo metal è con gli svedesi HammerFall, con i quali ha suonato dal 1999 al  2014.
Ha partecipatp inoltre al disco The Great Fall della band Narnia.
Anders viene spesso elogiato per le sue capacità tecniche, nel metal così come in altri generi.

## Equipaggiamento
Attualmente utilizza batterie Tama, piatti Meinl e bacchette Pro-Mark. in passato usava batterie Premier.